# Гіпотеза абісальних згущень життя
Гіпотеза абісальних згущень життя. Абісаль — глибоководна (понад 2000 м) зона Світового океану, яка характеризується постійною температурою (нижче 2°C) і бідністю тваринного світу. Згущення життя в цій величезній по території, що вважалася абсолютно безплідною, зоні були відкриті 15 лютого 1977 р., коли американський підводний апарат «Алвін», за допомогою якого проводилися дослідження гідротермальних джерел рифтів (зон розсування земної кори), в районі Галапагоських островів, досяг дна Тихого океану на глибині 2540 м. «Буяння життя» в царстві вічного мороку пояснюється тим, що  трофічну нішу фотоавтотрофов, які, природно, не могли існувати в цих умовах, зайняли хемоавтотрофні мікроорганізми. Гідротермальні джерела несуть ендогенний сірководень (зобов'язаний своїм походженням глибинним геологічним процесам), який використовують більшість хемоавтотрофів. Таким чином, відбувається заміна сонячної на ендогенну енергію — це головна особливість абісальних біоценозів.
Іншими особливостями є:
- Широке розповсюдження симбіотрофних організмів;
- Унікальну своєрідність органічного світу кожного з біоценозів;
- Гігантизм мешканців абісальних біоценозів (рифтії — представники нововідкритого роду  погонофор — червоподібні тварини до 1,5 м (довжина «звичайних» погонофор не перевищує 10 см), раковина двостулкових молюсків досягає 25-30 см у поперечнику, навіть бактерії досягають тут величини 0,11 мм — нечуваний розмір для організмів цього підцарства.

Абісальна згущення життя відіграють у  біосфері особливу роль, і їх слід розглядати як можливе нове джерело життя в разі припинення його на основі фотосинтезу.

## Ресурси Інтернету
- Розенберг Г. С. О структуре учения о биосфере
- Дедю И. И. Экологический энциклопедический словарь. — Кишинев, 1989 [Архівовано 24 жовтня 2016 у Wayback Machine.]
- Словарь ботанических терминов / Под общ. ред. И. А. Дудки. — Киев, Наук. Думка, 1984 [Архівовано 31 жовтня 2016 у Wayback Machine.]
- Англо-русский биологический словарь (online версия) [Архівовано 6 листопада 2016 у Wayback Machine.]
- Англо-русский научный словарь (online версия) [Архівовано 21 жовтня 2016 у Wayback Machine.]